# Marnes
Marnes – miejscowość i gmina we Francji, w regionie Nowa Akwitania, w departamencie Deux-Sèvres.
Według danych na rok 1990 gminę zamieszkiwało 269 osób, a gęstość zaludnienia wynosiła 16 osób/km² (wśród 1467 gmin regionu Poitou-Charentes Marnes plasuje się na 740. miejscu pod względem liczby ludności, natomiast pod względem powierzchni na miejscu 503.).